# Solució fonamental
En matemàtiques, una solució fonamental per a un operador diferencial parcial lineal L és una formulació en el llenguatge de la teoria de la distribució de la idea més antiga d'una funció de Green (tot i que a diferència de les funcions de Green, les solucions fonamentals no aborden les condicions de contorn).
En termes de la "funció" delta de Dirac δ(x), una solució fonamental F és una solució de l'equació no homogènia
Aquí F només s'assumeix a priori que és una distribució.
Aquest concepte s'ha utilitzat durant molt de temps per al laplacià en dues i tres dimensions. Va ser investigat per a totes les dimensions per al Laplacià per Marcel Riesz.
L'existència d'una solució fonamental per a qualsevol operador amb coeficients constants —el cas més important, directament relacionat amb la possibilitat d'utilitzar la convolució per resoldre un costat dret arbitrari— va ser demostrat per Bernard Malgrange i Leon Ehrenpreis, i una prova està disponible a Joel. Smoller (1994). En el context de l'anàlisi funcional, les solucions fonamentals es desenvolupen normalment mitjançant l'alternativa de Fredholm i s'exploren en la teoria de Fredholm.

## Exemple
Considereu la següent equació diferencial Lf = sin(x) amb {\displaystyle L={\frac {d^{2}}{dx^{2}}}.}
Les solucions fonamentals es poden obtenir resolent LF = δ(x), explícitament, {\displaystyle {\frac {d^{2}}{dx^{2}}}F(x)=\delta (x)\,.}Ja que per a la funció de pas d'unitat (també coneguda com a funció Heaviside) tenim H
{\displaystyle {\frac {d}{dx}}H(x)=\delta (x)\,,} hi ha una solució {\displaystyle {\frac {d}{dx}}F(x)=H(x)+C\,.} Aquí C és una constant arbitrària introduïda per la integració. Per comoditat, poseu C = −1/2.
Després d'integrar-se {\displaystyle {\frac {dF}{dx}}} i escollint la nova constant d'integració com a zero, un té {\displaystyle F(x)=xH(x)-{\frac {1}{2}}x={\frac {1}{2}}|x|~.}

## Motivació
Un cop trobada la solució fonamental, és fàcil trobar una solució de l'equació original, mitjançant la convolució de la solució fonamental i el costat dret desitjat.
Les solucions fonamentals també tenen un paper important en la solució numèrica d'equacions en derivades parcials mitjançant el mètode dels elements límit.

### Aplicació a l'exemple
Considereu l'operador L i l'equació diferencial esmentada a l'exemple, {\displaystyle {\frac {d^{2}}{dx^{2}}}f(x)=\sin(x)\,.}Podem trobar la solució
{\displaystyle f(x)} de l'equació original per convolució (indicada amb un asterisc) del costat dret {\displaystyle \sin(x)} amb la solució fonamental {\textstyle F(x)={\frac {1}{2}}|x|} : {\displaystyle f(x)=(F*\sin )(x):=\int _{-\infty }^{\infty }{\frac {1}{2}}|x-y|\sin(y)\,dy\,.}Això demostra que s'ha de tenir certa cura quan es treballa amb funcions que no tenen prou regularitat (per exemple, suport compacte, integrabilitat L 1 ) ja que, sabem que la solució desitjada és f(x) = −sin(x), mentre que l'anterior la integral divergeix per a tota x. Les dues expressions de f són, però, iguals com a distribucions.

### Un exemple que funciona més clarament
{\displaystyle {\frac {d^{2}}{dx^{2}}}f(x)=I(x)\,,} on I és la funció característica (indicadora) de l'interval unitari [ 0,1 ]. En aquest cas, es pot comprovar que la convolució de I amb F(x) = |x|/2 és {\displaystyle (I*F)(x)={\begin{cases}{\frac {1}{2}}x^{2}-{\frac {1}{2}}x+{\frac {1}{4}},&0\leq x\leq 1\\|{\frac {1}{2}}x-{\frac {1}{4}}|,&{\text{altrament}}\end{cases}}} que és una solució, és a dir, té la segona derivada igual a I